# Cuadro Nacional de Atribución de Frecuencias (España)
El Cuadro Nacional de Atribución de Frecuencias (CNAF) es el instrumento legal, dependiente en la actualidad del Ministerio de Asuntos Económicos y Transformación Digital de España (anteriormente Ministerio de Energía, Turismo y Agenda Digital), y utilizado para asignar a los distintos servicios de radiocomunicaciones las diferentes bandas de frecuencias, estas bandas se extienden desde 8.3 kHz. hasta 3000 GHz. En el CNAF también se especifica la metodología de uso del espectro radioeléctrico de dicho país.

## Origen
El CNAF fue editado por primera vez en 1990, pero debido a su contenido regulador y técnico, todas las ediciones han sido sometidas a numerosas revisiones parciales. La edición vigente actualmente se publicó en 2021, según la Orden ETD/1449/2021, de 16 de diciembre por la que se aprueba el cuadro nacional de atribución de frecuencias.
- Orden ETD/1449/2021, de 16 de diciembre, por la que se aprueba el Cuadro Nacional de Atribución de Frecuencias, vigente desde 27 de diciembre de 2021.
- Orden ETU/1033/2017, de 25 de octubre, por la que se aprueba el cuadro nacional de atribución de frecuencias.
- Orden IET/514/2015, de 10 de abril, vigente desde el 11 de abril de 2015.
- Orden IET/1311/2013, de 9 de julio, vigente desde el 13 de julio de 2013, modificada el 11 de abril de 2015.
- Orden ITC/1791/2006, de 5 de junio, vigente desde el 10 de junio de 2006 hasta el 13 de julio de 2013.
- Orden ITC/3391/2007, de 15 de noviembre, vigente desde el 24 de noviembre de 1997 hasta el 9 de junio de 2006
- Orden ITC/1998/2005, de 22 de julio, vigente desde el 29 de julio de 2005 hasta el 24 de noviembre de 2007.
- Orden CTE/630/2002, de 14 de marzo, vigente desde el 23 de marzo de 2002 hasta el 28 de julio de 2005.
- Orden del Ministerio de Fomento, de 22 de julio de 1998, vigente desde el 14 de agosto de 1998 hasta el 22 de marzo de 2002.
- Orden del Ministerio de Fomento, de 29 de julio de 1996, vigente hasta el 13 de agosto de 1998.
- Orden del Ministerio de Transportes, Turismo y Comunicaciones, de 29 de diciembre de 1989, vigente desde el 1 de enero de 1990.

## Funcionamiento
La gestión del espectro radioeléctrico que el CNAF dicta sigue los tratados y acuerdos internacionales en materia de planificación del espectro radioeléctrico en los que España forma parte, atendiendo a la normativa aplicable en la Unión Europea y a las resoluciones y recomendaciones de la Unión Internacional de Telecomunicaciones, la Conferencia Europea de Administraciones de Correos y Telecomunicaciones y el Instituto Europeo de Normas de Telecomunicación. No obstante, el margen de actuación está acotado porque España no puede tomar decisiones vía CNAF que contradigan las disposiciones emanadas del ITU-R y que son plasmadas en el Reglamento de Radiocomunicaciones (RR), que tiene carácter de tratado internacional y del que España forma parte. Con ellas se logra la armonización en el uso de espectro.
Teniendo en cuenta todo lo mencionado, el CNAF podrá establecer, entre otras, las siguientes previsiones:
- La reserva de parte del espectro para servicios determinados.
- Preferencias por razón del fin social del servicio a prestar.
- Delimitación de las partes del espectro dedicadas a los diferentes usos.
- Determinación de las partes del espectro de frecuencias radioeléctricas que el Estado se reserva para uso propio o cesión en uso a otras Administraciones.
- Previsión respecto de la utilización en el futuro de las distintas bandas de frecuencias.

Sus cambios son consecuencia de la evolución tecnológica, de los nuevos servicios y dispositivos que hacen necesario un uso óptimo del espectro.
El CNAF es publicado en el Boletín Oficial del Estado (BOE) tal y como es desarrollado en el Ministerio de Ciencia y Tecnología.

## Contenido
El CNAF es el marco fundamental del ordenamiento legal del espectro radioeléctrico, y, es a su vez un marco técnico de referencia para la gestión de sus distintos usos.
Su contenido se comprende, en primer lugar, de las notas del Artículo 5 del Reglamento de Radiocomunicaciones (RR) que complementa la constitución y el convenio de la Unión Internacional de Telecomunicaciones (UIT), seguidas de la atribución de bandas de frecuencias según dicho artículo, en segundo lugar la atribución nacional hasta el valor de 105 GHz, seguida de observaciones donde se insertan notas del RR sobre aplicación, notas de Utilización Nacional (UN) y finalmente usos que se corresponden ordenadamente con la atribución nacional. Además también estipula los canales dentro de cada banda con su correspondiente frecuencia portadora, potencia máxima y demás parámetros de transmisión.
En el CNAF también se incluyen las atribuciones de las bandas de frecuencias de las tres regiones en las que está dividido el mundo, según la Unión Internacional de Telecomunicaciones. España pertenece a la región 1.

## Tipos de servicios
Hay distintos servicios de radiocomunicaciones, los más representativos son los siguientes:
- Servicio fijo (SF): Servicio de radiocomunicación entre puntos fijos determinados.

- Servicio fijo por satélite (SFS): Servicio de radiocomunicación entre estaciones terrenas situadas en emplazamientos dados cuando se utilizan uno o más satélites; el emplazamiento dado puede ser un punto fijo determinado o cualquier punto fijo situado en una zona determinada; en algunos casos, este servicio incluye enlaces entre satélites; el servicio fijo por satélite puede también incluir enlaces de conexión para otros servicios de radiocomunicación espacial.

- Servicio móvil: Servicio de radiocomunicación entre estaciones móviles y estaciones terrestres o entre estaciones móviles.

- Servicio móvil aeronáutico (R): Servicio móvil aeronáutico reservado a las comunicaciones aeronáuticas relativas a la seguridad y regularidad de los vuelos, principalmente en las rutas nacionales o internacionales de la aviación civil.

- Servicio de radiodifusión: Servicio de radiocomunicación cuyas emisiones se destinan a ser recibidas directamente por el público en general. Dicho servicio abarca emisiones sonoras, de televisión o de otro género.

- Servicio de radiodifusión por satélite: Servicio de radiocomunicación en el cual las señales emitidas o retransmitidas por estaciones espaciales están destinadas a la recepción directa por el público en general.

- Servicio de radionavegación: Servicio de radiodeterminación para fines de radionavegación.

- Servicio de radionavegación por satélite: Servicio de radiodeterminación por satélite para fines de radionavegación.

- Servicio de radionavegación aeronáutica: Servicio de radionavegación destinado a las aeronaves y a su explotación en condiciones de seguridad

- Servicio de radiolocalización: Servicio de radiodeterminación para fines de radiolocalización.

- Servicio de aficionados: Servicio de radiocomunicación que tiene por objeto la instrucción individual, la intercomunicación y los estudios técnicos, efectuado por aficionados, esto es, por personas debidamente autorizadas que se interesan por la radiotecnia con carácter exclusivamente personal y sin fines de lucro.

- Servicio de exploración de la Tierra por satélite: Servicio de radiocomunicación entre estaciones terrenas y una o varias estaciones espaciales que pueden incluir enlaces entre estaciones espaciales y en el que: 
  - Se obtiene información sobre las características de la Tierra y sus fenómenos naturales, incluidos datos relativos al estado del medio ambiente, por medio de sensores activos o de sensores pasivos a bordo de satélites de la Tierra.
  - Se reúne información análoga por medio de plataformas situadas en el aire o sobre la superficie de la Tierra.
  - Dichas informaciones pueden ser distribuidas a estaciones terrenas dentro de un mismo sistema.
  - Puede incluirse asimismo la interrogación de plataformas.

- Servicio de operaciones espaciales: Servicio de radiocomunicación que concierne exclusivamente al funcionamiento de los vehículos espaciales, en particular el seguimiento espacial, la telemedida espacial y el telemando espacial.

## Cuadro Nacional de Atribuciones
La última versión del CNAF se publicó en el BOE de 16 de junio de 2023 con la versión consolidada de la Orden ETD/1449/2021, de 16 de diciembre, por la que se aprueba el Cuadro Nacional de Atribución de Frecuencias. La extensión de la publicación es de 301 páginas y más de 200 tablas de frecuencias y usos. Para consultas hay que referirse a la fuente original provista
- CNAF de 2007

## Factores que intervienen en la atribución del espectro
Cada servicio requiere un tipo de señal con características muy distintas, entre ellas la banda frecuencial necesaria. Así para comunicaciones submarinas se requieren frecuencias muy bajas que puedan penetrar en el océano, mientras que radares precisos de última generación requieren frecuencias muy altas.

### Factores técnicos
La idea general es que a mayor frecuencia, mayor es la atenuación que presenta la señal, de forma que se necesita más potencia en transmisión para proporcionar la misma cobertura. Sin embargo a bajas frecuencias las antenas presentan menor eficiencia y son de tamaño mayor.
Debido a las características de propagación a ciertas frecuencias, no se puede limitar su uso dentro de las fronteras de un país. Por esto motivo ciertos servicios con zonas de transmisión muy amplias, como son los espaciales, requieren atribuciones mundiales.
El ancho de banda es un parámetro clave para transmitir mayor cantidad de datos, es decir, proporcionar más calidad.
Otros factores que se han de tener en cuenta son la absorción de la atmósfera a ciertas frecuencias, interferencias ambientales o la geometría del terreno.

### Factores operacionales
Algunos servicios como los móviles marítimo y aeronáutico precisan planes mundiales de atribución o disposición de canales en todas las zonas geográficas, pues sus funciones exigen una movilidad de explotación y un interfuncionamiento internacional.

### Factores económicos
Se trata de facilitar la disponibilidad de equipos para los mercados internacionales y reducir los costes de producción, ayudando especialmente a hacer frente a los requisitos de los países en desarrollo.